# Coupe du monde de marathon FINA de nage en eau libre 2009
Navigation
Édition 2008 Édition 2010
L'édition 2009 de la Coupe du monde de marathon de nage en eau libre, se dispute entre les mois de janvier et octobre.
Les étapes réparties sur 3 continents sont au nombre de 12.

## Les étapes
| Date         | Lieu         |
| ------------ | ------------ |
| 24 janvier   | Santos       |
| 27 juin      | Setúbal      |
| 23 juillet   | Lac St-Jean  |
| 8 août       | Varna        |
| 12 août      | Lac d'Annecy |
| 29 août      | Copenhague   |
| 6 septembre  | Manhattan    |
| 20 septembre | Chun An      |
| 26 septembre | Shantou      |
| 4 octobre    | Hong Kong    |
| 17 octobre   | Dubaï        |
| 21 octobre   | Sharjah      |

## Classement

### Hommes
| Place | Nom                | Nationalité | Point |
| ----- | ------------------ | ----------- | ----- |
| 1     | Thomas Lurz        | Allemagne   | 198   |
| 2     | Allan Do Carmo     | Brésil      | 132   |
| 3     | Vladimir Dyatchin  | Russie      | 108   |
| 4     | Petar Stoychev     | Bulgarie    | 78    |
| 5     | Christian Reichert | Allemagne   | 76    |

### Femmes
| Place | Nom               | Nationalité | Point |
| ----- | ----------------- | ----------- | ----- |
| 1     | Poliana Okimoto   | Brésil      | 216   |
| 2     | Angela Maurer     | Allemagne   | 168   |
| 3     | Ana Marcela Cunha | Brésil      | 136   |
| 4     | Nadine Reichert   | Allemagne   | 114   |
| 5     | Larisa Ilchenko   | Russie      | 72    |

## Vainqueurs par épreuve
| Étapes           |                      |                    |
| Vainqueur Hommes | Vainqueur Femmes     |                    |
| Santos           | Simone Ercoli        | Ana Marcela Cunha  |
| Setubal          | Thomas Lurz          | Poliana Okimoto    |
| Lac St-Jean      | Alexander Studzinski | Christine Jennings |
| Varna            | Thomas Lurz          | Larisa Ilchenko    |
| Lac d'Annecy     | Thomas Lurz          | Poliana Okimoto    |
| Copenhague       | Thomas Lurz          | Poliana Okimoto    |
| Manhattan        | Thomas Lurz          | Poliana Okimoto    |
| Chun An          | Thomas Lurz          | Poliana Okimoto    |
| Shantou          | Thomas Lurz          | Poliana Okimoto    |
| Hong Kong        | Thomas Lurz          | Poliana Okimoto    |
| Dubai            | Thomas Lurz          | Poliana Okimoto    |
| Sharjah          | Trent Grimsey        | Poliana Okimoto    |